# Lago (distrito)

localização do distrito de Lago em Moçambique

Lago é um distrito da província de Niassa, em Moçambique, com sede na vila de Metangula. Tem limite, a norte com a Tanzânia, a oeste com o Lago Niassa, a sul com o distrito de Chimbonila e a este com o distrito de Sanga.

## Demografia
Em 2007, o Censo indicou uma população de 83 099 residentes. Com uma área de 6438  km², a densidade populacional chegava aos 12,91 habitantes por km².
Esta população representa um aumento de 48,7% em relação aos 55 892 habitantes registados no Censo de 1997.

## Divisão administrativa
O distrito está dividido em quatro postos administrativos: Cobué, Lunho, Maniamba e Metangula, compostos pelas seguintes localidades:
- Posto Administrativo de Cobué:
  - Cigoma
  - Chiwindi
  - Cobué-Sede
  - Lupilichi e
  - Ngofi
- Posto Administrativo de Lunho
  - Lunho-Sede e
  - Tulo
- Posto Administrativo de Maniamba:
  - Maniamba-Sede e
- Posto Administrativo de Metangula:
  - Metangula-Sede

De notar que em 1998 a vila de Metangula, até então uma divisão administrativa a nível de localidade, foi elevada à categoria de município.